# Seleuco (nome)
Seleuco  è un nome proprio di persona italiano maschile.

## Varianti
- Maschili: Zaleuco[1]

### Varianti in altre lingue
- Bulgaro: Селевк (Selevk)
- Catalano: Seleuc[4]
- Croato: Seleuk
- Francese: Séleucos
- Greco antico: Σέλευκος (Séleukos)[4][5]
- Greco moderno: Σέλευκος (Seleukos)
- Latino: Seleucus[1][5], Zeleucus[1]
- Lettone: Seleiks
- Lituano: Seleukas
- Portoghese: Seleuco
- Russo: Селевк (Selevk)
- Serbo: Селеук (Seleuk)
- Spagnolo: Seleuco[4]
- Ucraino: Селевк (Selevk)

## Origine e diffusione
Continua il nome greco Σέλευκος (Séleukos); a fronte di alcune fonti che sostengono che l'etimologia sia ignota, altre lo considerano un composto di σέλας (sélas, "splendore") e λευκός (leukós, "bianco", da cui anche Leucio e Leocadia), quindi "bianco splendente", oppure di seos ("verme") e leukós.
Il nome, rarissimo in Italia, è ricordato per via del suo interesse storico: venne infatti portato da Seleuco Nicatore, un generale al servizio di Alessandro Magno, capostipite dei seleucidi che regnarono nell'area del Vicino Oriente antico.

## Onomastico
L'onomastico si può festeggiare in memoria di più santi, alle date seguenti:
- 16 febbraio, san Seleucio o Seleuco, martire a Cesarea marittima sotto Massimino[2][3][4][6]
- 24 marzo, san Seleuco, martire in Siria[2][7]
- 12 settembre, san Seleuco o Selesio, martire ad Alessandria d'Egitto sotto Diocleziano[7]
- 3 dicembre, san Seleuco, martire[7]

## Persone
- Seleuco I, sovrano seleucide
- Seleuco II, sovrano seleucide
- Seleuco III, sovrano seleucide
- Seleuco IV, sovrano seleucide
- Seleuco V, sovrano seleucide
- Seleuco VI, sovrano seleucide
- Seleuco VII, sovrano seleucide
- Seleuco, usurpatore romano

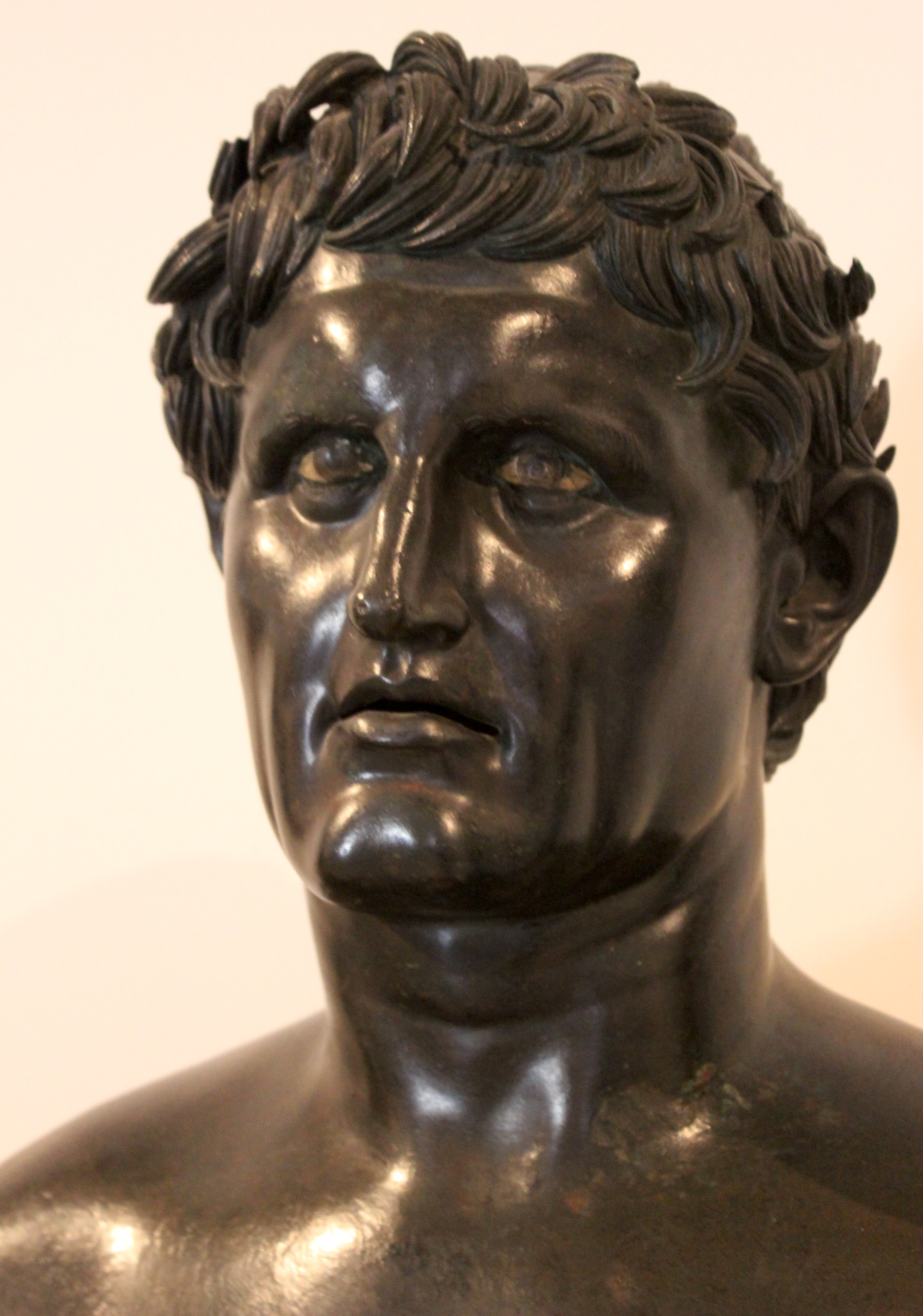
Seleuco I

- Seleuco, sacerdote e comes di Giuliano
- Seleuco di Alessandria o l'Omerico, grammatico romano
- Zaleuco di Locri, politico greco antico
- Seleuco di Seleucia, scienziato greco antico